# Barra de São Francisco (ort)
Barra de São Francisco är en ort i Brasilien.   Den ligger i kommunen Barra de São Francisco och delstaten Espírito Santo, i den sydöstra delen av landet, 800 km öster om huvudstaden Brasília. Barra de São Francisco ligger 197 meter över havet och antalet invånare är 20 743.
Terrängen runt Barra de São Francisco är kuperad åt sydväst, men åt nordost är den platt. Det finns inga andra samhällen i närheten.
Omgivningarna runt Barra de São Francisco är huvudsakligen savann. Runt Barra de São Francisco är det ganska tätbefolkat, med 72 invånare per kvadratkilometer.